# 鉄損
鉄損（てつそん、てっそん）は磁性材料（代表的には鉄類）のコアを持つインダクタや変圧器などのコイルにおいて、そのコアの物性の為に発生する損失のことである（理想的なインダクタに交流を掛けた場合、損失はゼロである）。導線における損失である銅損と合わせて、電動機や発電機、変圧器などの効率を低下させる要因の一つである。
鉄損は主としてヒステリシス損と渦電流損から成る。

## ヒステリシス損

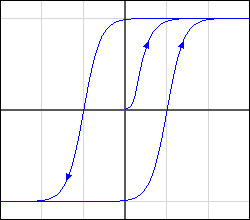
ヒステリシス曲線
縦軸:磁束密度 B
横軸:磁界の強さ H

ヒステリシス損（ひすてりしすそん）（履歴損失）は鉄心の磁区が交番磁界によって磁界の向きを変えるときの損失である。次のスタインメッツの実験式で表される。
{\displaystyle P_{h}=k_{h}fB_{m}^{1.6}} …1
- Ph: ヒステリシス損
- f: 周波数
- Bm: 最大磁束密度
- kh: 比例定数

鉄心の最大磁束密度は次式のような関係がある。
{\displaystyle B_{m}=k{\frac {E}{fA}}} …2
- Bm: 最大磁束密度
- f: 周波数
- A: 鉄心の断面積
- k: 比例定数
- E: 電圧

2.の関係を1.に代入して
{\displaystyle P_{h}=k_{h}'{\frac {E^{1.6}}{f^{0.6}}}}
また、この損失はヒステリシス曲線で表される。環状になることからヒステリシスループとも言い、ヒステリシス損の大きさはこの輪に囲まれた部分の面積に比例する。

## 渦電流損
渦電流損（うずでんりゅうそん）は、鉄心の中に生じる渦電流によって生じる。高周波になるほど渦電流損の比率が大きくなる。
{\displaystyle P_{e}=k_{e}{\frac {(tfB_{m})^{2}}{\rho }}}
- Pe: 渦電流損
- t: 鉄板の厚さ
- f: 周波数
- Bm: 最大磁束密度
- ρ: 磁性体の抵抗率
- ke: 比例定数

2.の関係を上式に代入して
{\displaystyle P_{e}=k_{e}'{\frac {(tE)^{2}}{\rho }}}
渦電流を流れにくくするために、透磁率が高いが、導電率の低い材料を使ったり、また渦電流の大きさは板厚の2乗に比例することから、両面に絶縁加工を施した薄い材料を重ねて使うなどの対策がとられる。